# 玛丽-罗斯·泰西耶
瑪麗-羅斯·泰西耶（法語：Marie-Rose Tessier，1910年5月21日—），原姓布索（Bousseau），是法國超級人瑞，目前為法國在世最年長者及僅次於埃塞爾·凱特勒姆的在世第二年長者。

## 生平
瑪麗-羅斯·泰西耶於1910年5月21日生於法國旺代省永河畔拉罗什区博爾派爾，於四名孩子中排名最小，有三位兄長。父親亞歷克西斯·奧古斯特·布索（Alexis Auguste Bousseau，1868年—1935年）是農民，母親瑪麗·歐內斯廷·羅斯·杜蘭德（Marie Ernestine Rose Durand，1876年—1962年）為家庭主婦，於1898年結婚。她的四位祖父母都在60歲前，且在她出生前過世，大哥奧古斯特·亨利·讓（Auguste Henri Jean）活到93歲，三哥亨利·約瑟夫·奧古斯坦（Henri Joseph Augustin）活到86歲。她於五歲時自行上學，13歲時因全家搬至同區的莱塞比耶而從學校退學。第一次世界大战期間，父親因年紀太大而未有服役。1918年流感大流行期間其兄長曾染病，她待在兄長床邊仍然沒被傳染。
1927年11月14日，她在阿爾德萊（Ardelay，該市鎮於1964年併入萊塞比耶）與警察奧古斯特·夏爾·泰西耶（Auguste Charles Tessier，1904年—1944年）結婚，翌年生下長女丹尼斯·瑪麗·羅斯（Denise Marie Rose），1929年次女伊薇特·路易絲·尤金妮（Yvette Louise Eugénie）出生。她與丈夫先是搬到的布列塔尼大區伊勒-维莱讷省的富热尔，第二年遷往巴黎，其後又因丈夫轉職汽車看守員而前往上塞纳省旺沃。第二次世界大战期間，丈夫被派往埃纳省泰尔尼耶駐守，1944年4月18日於戰鬥中被炸彈炸死。
2023年1月17日，118歲的修女露西爾·朗東去世，她成為法國的在世最年長者。

## 另見
- 最長壽者
- 獲驗證的最長壽者列表